# Hwajeong-myeon, Yeosu
Hwajeong-myeon (koreanska: 화정면) är en socken i stadskommunen Yeosu i provinsen Södra Jeolla, i den södra delen av Sydkorea, 335 km söder om huvudstaden Seoul. Socknen består av en arkipelag med 15 bebodda öar och 69  obebodda öar.
Socknens administration ligger på ön Baegyado.